# 역삼로
역삼로(驛三路, Yeoksam-ro)는 서울특별시 강남구 역삼동 서초 우성아파트 사거리에서 대치동 휘문고사거리까지를 잇는 왕복 6차선 도로로, 길이는 3.4Km이다.

## 역사
- 1972년 11월 26일 : 한양천도 578주년 기념일에 따라, 이 구간의 도로를 역삼로로 명명[1]

## 노선
- 서초 우성아파트 사거리 - 역삼초등학교 - 총지사사거리 - 동영아트홀 사거리 - 도곡사거리 - 대치사거리 - 휘문고사거리

## 연결 도로
시작점인 서초 우성아파트 사거리에서는 사임당로과 강남대로가 연결되며, 종점인 휘문고사거리에서는 영동대로와 접한다.